# Carl Fredrik Berglund
Carl Fredrik Berglund, född den 18 mars 1866 i Arboga, död den 20 januari 1924 i Nora, var en svensk jurist.
Berglund  avlade mogenhetsexamen i Örebro 1886 och hovrättsexamen vid Uppsala universitet 1891. Efter tjänstgöring under Svea och Göta hovrätter utnämndes han 1910 till häradshövding i Nora domsaga. Berglund var vice ordförande i Nora stadsfullmäktige 1912–1914 och ordförande 1914–1922. Han blev riddare av Nordstjärneorden 1921. Berglund vilar på Södra kyrkogården i Nora.